# Аснар, Мануэль
Мануэль Асна́р Субигара́й (исп. Manuel Aznar y Zubigaray; 18 ноября 1894, Эчалар — 10 ноября 1975, Мадрид) — испанский журналист, редактор, военный корреспондент, писатель

, историк, политик правого толка, дипломат баскского происхождения. Один из самых видных журналистов XX века в Испании.

## Биография
Занимался журналистикой с 12 лет. Получил высшее образование в области философии и литературы в университетах Памплоны и Мадрида и в области права в университетах Вальядолида и Мадрида. В молодости — активный сторонник баскского национализма. Сотрудничал с праворадикальной газетой La Tradición Navarra, редактировал газету Euzkadi.
С 1914 года — военный корреспондент на фронтах Первой мировой войны, позже занял должность главного редактора столичной газеты El Sol.
С 1916 года — член Баскской националистической партии, представитель её наиболее радикального крыла.
В 1922 году со своей семьей переехал на Кубу, где работал в нескольких местных газетах. Редактировал El Diario de la Marina и El País of Cuba.
После создания Второй Испанской Республики в 1931 году вернулся на родину. Поддерживал Республиканскую консервативную партию, стал сторонником Франциско Франко. После начала гражданской войны в Испании вступил в фалангу. На протяжении всей войны был автором хроник с полей основных военных сражений.
В 1940—1943 годах написал и опубликовал свои самые важные книги: «Historia militar de la Guerra de España (1936—1939)» («Военная история испанской войны (1936—1939)») и «Historia de la Cruzada» («История крестового похода»).
С 1948 года — на дипломатической работе. Посол Испании в Доминиканской Республике (1948—1951), Аргентине (1953—1955), Марокко (1963—1964), посол Испании при ООН (1964—1967).
С 1960 года — директор газеты La Vanguardia.
Его внук Хосе Мария Аснар был премьер-министром Испании (1996—2004).
Получил ряд международных наград за свою журналистскую и дипломатическую карьеру.

## Избранная библиография
- El jardín del mayorazgo (1914)
- La España de hoy (1926)
- Historia de la Segunda Guerra Mundial (1941—1943 в 2 томах)
- El Corresponsal en el Extranjero (1967)
- Historia militar de la guerra de España (1969)
- Un Joven de 1915 ante José Ortega y Gasset (1970)

## Награды
- Большой Крест Военных заслуг (Испания)
- Большой Крест гражданских заслуг (Испания)
- Орден Короны (Бельгия)
- Большой крест ордена Христа (Португалия)
- Орден Карлоса III
- Кавалер ордена Почётного легиона (Франция)
- Орден Заслуг (Сирия)
- Орден Британской империи
- Национальная премия в области журналистики Франсиско Франко (1938)